# Eucalyptus placita
Espèce
Eucalyptus placita, communément appelé en anglais grey ironbark, ou simplement ironbark, est une espèce de plantes à fleurs de la famille des Myrtaceae. C'est un arbre d'Australie endémique de Nouvelle-Galles du Sud. Il a une écorce de fer grise rugueuse, striée mais douce sur le tronc et les branches, des feuilles adultes vert lustré en forme de lance, des boutons floraux par groupes de sept, des fleurs blanches et des fruits coniques.

## Description

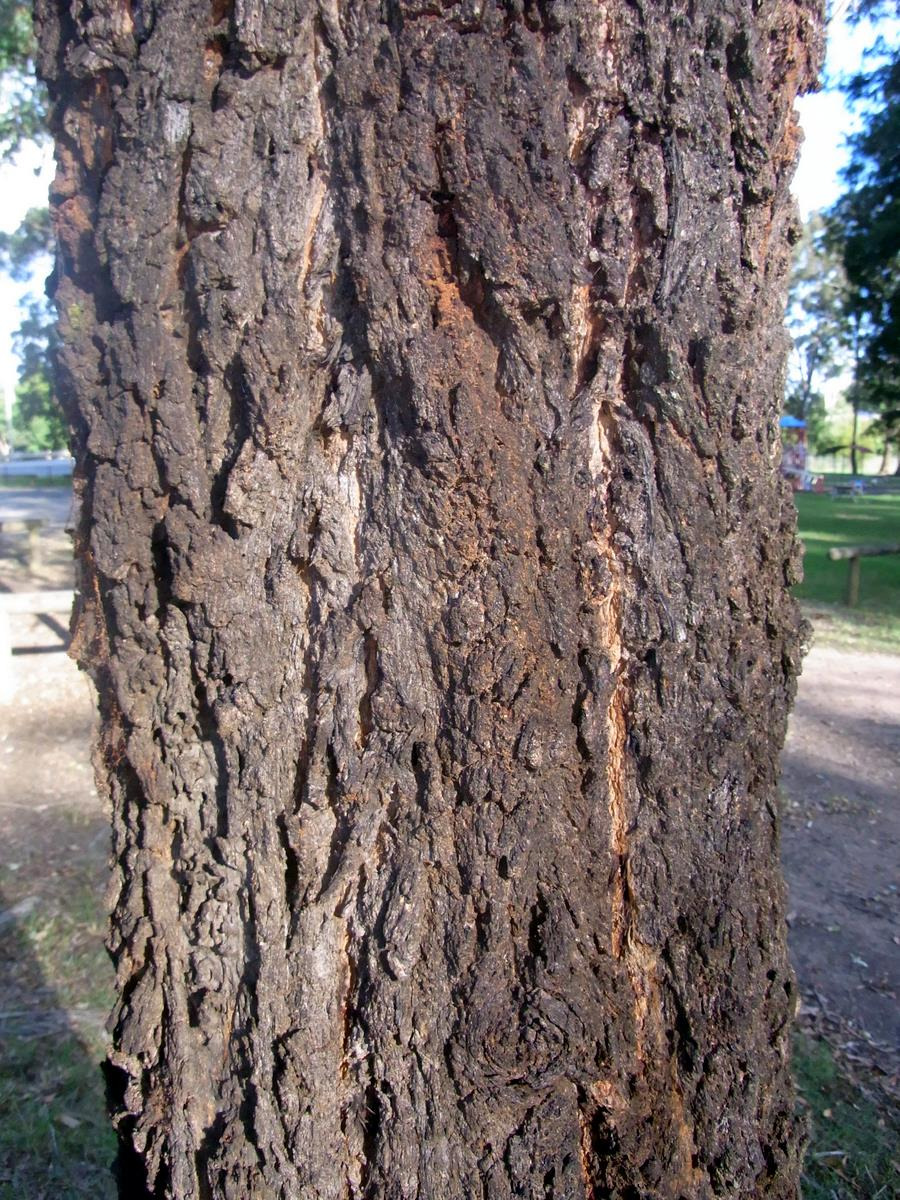
Écorce.

Eucalyptus placita atteint généralement 25 à 30 m de haut et forme un lignotuber. Son écorce grise rugueuse et striée est inhabituellement douce pour un ironbark. Les jeunes plants et la repousse des taillis ont de larges feuilles pétiolées ovoïdes, qui sont d'un vert brillant brillant sur la face supérieure, plus pâles en dessous, longues de 50 à 80 mm, larges de 30 à 50 mm. Les feuilles adultes sont  alternes, vert brillant sur la face supérieure, plus claires en dessous, en forme de lance ; elles font de 60 à 120 mm de long et de 15 à 35 mm de large, sur un pétiole de 10 à 20 mm.
Les boutons floraux sont pour la plupart disposés en groupes de sept sur un pédoncule ramifié de 6 à 17 mm aux extrémités des rameaux ; les boutons individuels sont portés par des pédicelles de 3 à 8 mm. Les boutons matures sont ovales, ou en forme de massue ou de losange, longs de  6 à 7 mm et larges de 3 à 4 mm, avec un opercule conique à bec. La floraison a été enregistrée en avril, juin, septembre et octobre ; les fleurs sont blanches. Le fruit est une capsule conique dure de 5 à 9 mm de long et  5 à 7 mm de large, avec les valves en retrait,,.

## Taxonomie et dénomination
Eucalyptus placita a été formellement décrit pour la première fois en 1990 par Lawrie Johnson et Ken Hill dans la revue Telopea (en),. Son épithète spécifique (placita) vient du latin placitus signifiant «agréable», en référence à la couleur de ses feuilles.

## Distribution et habitat
Eucalyptus placita pousse dans les zones humides de la Mid North Coast de Nouvelle-Galles du Sud, entre Cessnock et Kempsey,,.